# Lionel Eersteling
Lionel Eersteling (Paramaribo, 29 december 1970) is een voormalig Nederlands profvoetballer. Hij speelde onder andere voor Sparta, Excelsior en Raith Rovers FC.

## Biografie
Eersteling werd op 10-jarige leeftijd in Rotterdam gescout door Dick Advocaat. Op 17-jarige leeftijd begon zijn professionele voetbalcarrière bij Sparta en op zijn 19e debuteerde hij in het betaald voetbal. Op zijn 20e maakte hij de overstap naar Excelsior en op zijn 21e debuteerde hij op internationaal niveau bij de Schotse voetbalclub Raith Rovers FC.
Na zijn terugkomst in Nederland in 1995 speelde hij bij VV Strijen en begon hij met ondernemen. Hij richtte hij een assurantiekantoor in pensioenen en verzekeringen op (EverCare). In 2005 richtte hij BodyMentors op, dat hij tot 2019 leidde.